# Теорія полюсів зростання
Теорія полюсів зростання ((Growth Pole Theory) - економічна теорія, яку вперше формалізував Франсуа Перру. Економічні погляди Ф. Перру базувалися на нерівності як основному принципі господарського життя. Він відзначав, що в соціально-економічній системі сучасного капіталістичного суспільства немає ніяких внутрішніх спонукань, які штовхали б цю систему до установлення рівності. Нерівність випливає із розходжень у розмірах виробництва і капіталу, з різною мірою інформованості партнерів, з приналежності до різних галузей господарства.
Основним поняттям у Ф. Перру є поняття галузі промисловості. У теоретичній моделі галузь є первинною одиницею аналізу, вона розглядається як щось існуюче в абстрактному економічному просторі.
У теорії полюсів зростання поняття «економічний розвиток» розуміється як структурна зміна, викликане зростанням нових «захопливих» галузей. Такі галузі містять в собі рушійну силу економічного розвитку і є полюсами (або точками) зростання, які спочатку ініціюють, а потім розповсюджують розвинення на навколишній простір.
Теорія отримала визнання як основна теорія ініціювання та поширення розвитку. В її основі лежить ефект домінування, відкритий Ф. Перру. З теорії полюсів зростання відомі роботи Г. Мюрдаля і А. Хіршмана.
Хоча концепція Ф.Перру має практичне значення, вона не змогла зайняти позицію головної теорії економічного зростання. 
В умовах української національної економіки дана теорія може знайти практичне застосування в розробці стратегії центрів економічного зростання.